# Giuseppe Berto
Giuseppe Berto (27 de dezembro de 1914 – 1 de novembro de 1978) foi um escritor e roteirista italiano, conhecido principalmente por seus romances Il cielo è rosso (1946) e Il male oscuro (O mal obscuro, 1964).

## Trabalhos selecionados
- Il cielo è rosso[2]
- Il male oscuro (Português: O mal obscuro)[3]
- La Passione secondo noi stessi[4]
- La gloria[5] (Lit. A Glória)